# ادریان ساتلر
ادریان ساتلر (انگلیسی: Adrien Sathler؛ زادهٔ ۱ ژوئن ۱۹۹۲) بازیکن فوتبال اهل برزیل است.